# Les Hauts Murs
Cet article possède un paronyme, voir Réaumur.
Pour plus de détails, voir Fiche technique et Distribution.
Les Hauts Murs est un film dramatique français réalisé par Christian Faure, sorti le 30 avril 2008.
Le film est une adaptation du roman autobiographique d'Auguste Le Breton.

## Synopsis
Les Hauts Murs fait référence à une maison d'éducation surveillée qui va accueillir Yves Tréguier, dans les années 1930. C'est un pupille de la Nation de 14 ans. Il va y trouver l'amitié mais surtout l'envie de se révolter face à la violence. Il espère surtout pouvoir, un jour, trouver le moyen d'aller à New York aux États-Unis.

## Fiche technique
- Titre : Les Hauts Murs
- Réalisation : Christian Faure
- Assistants-réalisateurs : Alain Braconnier ; Stéphanie Vallé
- Scénario : Albert Algoud et Christian Faure
- Producteurs : Pierre-Ange Le Pogam, Jean Nainchrik
- Directeur de production : Stéphane Guéniche
- Production : Septembre Productions, EuropaCorp
- Société de distribution : EuropaCorp Distribution (France)
- Musique : Charles Court
- Photographie : Jean-Claude Larrieu
- Décors : Sébastian Birchler
- Montage : Jean-Daniel Fernandez Qundez
- Costume : Christine Jacquin
- Maquillage: Catherine George
- Pays d'origine :  France
- Langue : français
- Genre : drame et historique
- Durée : 95 minutes
- Dates de sortie : 
  - France : 30 avril 2008

## Distribution
- Carole Bouquet : la mère de Fil de Fer
- Catherine Jacob : la directrice
- Émile Berling : Yves Tréguier
- Michel Jonasz : le directeur
- Guillaume Gouix : Blondeau
- Julien Bouanich : Fil de Fer
- Anthony Decadi : Molina
- Jonathan Reyes : le Rat
- Finnegan Oldfield : le Bégayeux
- Simon Perret : Frigo
- Antoine Chaleyssin : l'Astucieux
- Oscar Baudot : Bras d'acier
- Aurélien Godreau : le Rouquin
- Joël Pyrène : Boutard
- Bernard Blancan : le beau-père de Fil de Fer
- Pascal Nzonzi : Oudie
- François Damiens : le surveillant chef
- André Penvern : M. Luve
- Gérard Chaillou : Père Roux
- Rogier-Pierre Bonneau : le concierge
- Pierre Lesquelen : le giton

## Autour du film
Le film a été tourné dans l'ancien hôpital de la marine de Rochefort, ainsi qu'à l'abbaye royale de Saint-Jean-d'Angély et Tonnay-Charente.